# Attentats du 23 mars 2022 en Somalie
Les attentats du 23 mars 2022 en Somalie sont survenus le 23 mars 2022 lorsqu'une série de quatre attaques coordonnées par des djihadistes d'Al-Shabaab a tué au moins 48 personnes.

## Fusillade de l'aéroport international de Mogadiscio
Le 23 mars, des hommes armés ont attaqué la zone est de l'aéroport international de Mogadiscio, tuant cinq personnes, dont un soldat de l'AMISOM. Deux assaillants sont également morts,. De la fumée noire a été vue s'élevant du sol près de la piste.

## Attentats de Beledweyne
L'attaque suivante a eu lieu quelques heures plus tard alors que la députée somalienne Amina Mohamed Abdi quittait un bâtiment gouvernemental à Beledweyne. Un kamikaze a fait exploser un engin explosif, tuant plusieurs personnes,. Abdi est morte instantanément avec plusieurs gardes du corps,.
Les blessés ont été transportés d'urgence à l'hôpital de Beledweyne, où des terroristes ont fait exploser une voiture piégée, tuant au moins 30 personnes. L'impact de l'explosion a été puissant, détruisant non seulement l'hôpital, mais aussi les bâtiments et les voitures à proximité,.
Les autorités ont estimé qu'au moins 48 personnes sont mortes dans les bombardements et 108 autres ont été blessées.
La police a rapporté que des militants d'Al-Shabaab avaient attaqué un restaurant à Beledweyne, tuant l'ancien homme politique Hassan Dhuhul et beaucoup d'autres personnes.

## Conséquences
Al-Shabaab a revendiqué la responsabilité des attaques. Le Premier ministre somalien Mohamed Hussein Roble et le président somalien Mohamed Abdullahi Mohamed ont tous deux condamné les attaques.
Le ministère jordanien des Affaires étrangères et des Expatriés a condamné l'attaque de l'aéroport du 24 mars, exprimant ses condoléances aux familles des victimes.